# 田五
田五(？—1784年) 又名田富。清朝甘肃起义领袖之一。回族。固原州盐茶厅(今宁夏回族自治区海原县)小山人，伊斯兰教哲合忍耶派创始人马明心弟子，伏羌新教阿訇。

## 起义背景
乾隆四十六年(1781年)苏四十三起义，没有参加起义的马明心被清廷处决，随后苏四十三领导的哲合忍耶派穆斯林起义失败，清廷对撒拉族人民实行高压政策，限制各族穆斯林宗教活动，并将陕西提督自西安移驻固原，固原总兵移防河州，加强弹压，下令对“通省新教(即哲合忍耶派)回民密行查办，断绝根株”，对教民捕杀迫害，制造恐怖。地方官以“办善后”（即肃清回逆反叛之余孽）为由，在各地设立乡约制度，限制穆斯林正常的宗教活动，田五遂同通渭草芽沟人、马明心妻侄张文庆、通渭马营阿訇马四娃等秘密联络，造器械、旗帜，以“为马明心报仇”、反对“剿洗回民”、“洗灭新教”作口号，到处联络回民。1784年春田五在通渭县乱山环绕的石峰堡修筑壁垒，并被推为首领。

## 起义过程
当地回民计划于乾隆四十九年(1784年)七八月间庄稼收获时伏羌、静宁、海原回民同时起义。当田五与其学生李可魁在盐茶厅小山、老鸦沟一带联络群众时，被当地乡约向靖远守备营告发，清军闻讯查拿。田五决定提前于四月十五日率领百余人(一说300余人)在小山地方起义，攻占盐茶的西安州营土堡（今宁夏海原县西），夺获清军一批军火。攻靖远县，城中内应回民尽被捕杀，清军增援，田五兵败，撤往冯家园一带，重创清军守备池清部队。四月二十五日，清军在打喇赤(打拉池)马营水庄突向义军，田五在狼山腹中枪伤，自杀身亡。

## 后续
田五死后，张文庆、马四娃继续领导起义，最终被镇压。